# Matteo d’Acquasparta
Matteo d’Acquasparta (ur. ok. 1240 w Todi, zm. 29 października 1302 w Rzymie) – włoski franciszkanin, filozof, teolog, generał zakonu w latach 1287–1289, kardynał.

## Życiorys
Pochodził z Acquasparta w diecezji Todi. Należał do rodziny Bentivenghi, seniorów Acquasparta. Około 1260 wstąpił do zakonu franciszkanów w konwencie św. Fortunata w Todi. Następnie odbył studia w Paryżu, gdzie uzyskał stopień magistra teologii (ok. 1273). W 1279 objął funkcję lektora teologii w kurii papieskiej, a w maju 1287 wybrano go na dwunastego generała zakonu franciszkanów. Sprawując tę funkcję sprzyjał nurtowi spirytuałów i zrehabilitował jednego z jego głównych przedstawicieli, Pietro Giovanni Olivi, którego oskarżano o herezję.
16 maja 1288 papież Mikołaj IV (także franciszkanin) mianował go kardynałem prezbiterem S. Lorenzo in Damaso, a następnie także wielkim penitencjariuszem (1289) i biskupem Porto e S. Rufina (1291). Kontynuował działalność jako generał zakonu aż do zebrania kapituły generalnej w maju 1289. Sygnował bulle papieskie datowane między 3 września 1288 a 27 czerwca 1298. Popierał Bonifacego VIII (1294–1303) w jego sporze z rodem Colonna. W 1297–98 był legatem tego papieża w Lombardii, Wenecji i Romanii, a w 1300/01 we Florencji. Próbował też mediować w konflikcie między Bonifacym VIII a królem Francji Filipem Pięknym. Zmarł w Rzymie i został pochowany w kościele S. Maria in Aracoeli.
Matteo d’Acquasparta był jednym z najbardziej cenionych teologów swoich czasów. Jego główne dzieło teologiczne nosi tytuł Quæstiones disputatæ.